# Tera Patrick
Tera Patrick (rođena kao Linda Ann Hopkins), (Great Falls, Montana, 25. srpnja 1976.), američka porno glumica.
Otac joj je engleski Židov, a majka Tajlanđanka, a upoznali su se za vrijeme Vijetnamskog rata, ali su se ubrzo nakon njenog rođenja rastali.
Teru Patrick je otkrila čuvena agencija za fotomodele Ford, te je još kao mlada djevojka počela raditi kao fotomodel u New Yorku. S navršenih 18 godina kreće na fakultet te stječe diplomu medicinskog tehničara. Svoje školovanje je željela nastaviti u Kaliforniji, ali zbog financijskih teškoća nije uspjela.
Zbog toga se ponovno vraća poslu fotomodela, a uskoro poćenje snimati i erotske fotografije. Oko 2000. godine, nakon što je proglašena Penthouseovom djevojkom mjeseca ulazi u porno industriju i uskoro zbog svog egzotičnog izgleda postala jedna od najtraženijih i najbolje plaćenih porno glumica. Do sada je snimila blizu sto porno filmova.
Danas je vlasnica vlastite producentske kuće i vjenčana s članom njujorške heavy metal sastava Biohazard, Evanom Seinfeldom.